# Кастиљоне дел Гарфањана
Кастиљоне дел Гарфањана (итал. Castiglione di Garfagnana) је насеље у Италији у округу Лука, региону Тоскана.
Према процени из 2011. у насељу је живело 477 становника. Насеље се налази на надморској висини од 570 м.

## Становништво
| 1936. | 1951. | 1961. | 1971. | 1981. | 1991. | 2001. | 2011. |
| ----- | ----- | ----- | ----- | ----- | ----- | ----- | ----- |
| 3.318 | 3.271 | 2.907 | 2.206 | 2.108 | 2.016 | 1.890 | 1.860 |